# Эстонский филармонический камерный хор
Эстонский филармонический камерный хор (эст. Eesti Filharmoonia Kammerkoor) — профессиональный хор из Эстонии.

## История
Образован в 1981 году дирижёром Тыну Кальюсте, который был руководителем хора на протяжении 20 лет и сделал его всемирно известным. В 1991 году хор выиграл конкурс хоров Takarazuka в Японии, завоевав три золотые медали и Гран-при, после чего приступил к концертной деятельности: гастролировал в Эстонии и за рубежом. Репертуар хора варьируется от грегорианских пений и позднего барокко до произведений XX века и многих современных композиторов (таких, как Арво Пярт и Вельо Тормис). В 1997 году хор удостоен Национальной премии Эстонии в области культуры. Хор выиграл в 2007 и 2014 годах две премии «Грэмми» за лучшее хоровое исполнение: «Da pacem» Арво Пярта и «Adam's Lament» того же Пярта (премию получили также Туи Хирв и Райнер Вилу, Sinfonietta Riga и Таллинский камерный оркестр, Хор Латвийского радио и Vox Clamantis).
С 2001 по 2008 годы дирижёром был Пол Хиллайр из Великобритании, с сентября 2008 года этот пост занимал Даниэль Ройсс из Нидерландов, с музыкального сезона 2014/2015 дирижёром стал Каспарс Путниньш. Эстонский филармонический камерный хор сотрудничал со многими дирижёрами и оркестрами мира, а также с Эстонским национальным симфоническим оркестром и Таллинским камерным оркестром. Давал концерты во многих странах Европы (в том числе в России), США, Канаде, Японии и Австралии.

## Дискография
- Veljo Tormis: Forgotten Peoples (1992)
- Arvo Pärt: Te Deum (1993)
- Kaunimad laulud (The Most Beautiful Songs) (1994)
- Erkki-Sven Tüür: Crystallisatio (1996)
- Arvo Pärt: Litany (1996)
- Veljo Tormis: Casting a Spell (1996)
- Arvo Pärt: Beatus (1997)
- Arvo Pärt: Kanon Pokajanen (1998)
- Karl August Hermann, Raimo Kangro, Leelo Tungal: Eesti lauleldused (1999)
- Veljo Tormis: Litany to Thunder (1999)
- Paul Giger: Ignis (2000)
- Veljo Tormis: Laulu palju (Liederhaufen) (2000)
- Wolfgang Amadeus Mozart: Vesperae et Litania (2000)
- Antonio Vivaldi: Salmi a due cori (2002)
- Baltic Voices 1 (2002)
- Antonio Vivaldi: Gloria, Settings from the Mass and Vespers (2003)
- The Powers of Heaven (2003)
- Baltic Voices 2 (2004)
- Rachmaninov: All-Night Vigil (2005)
- Lepo Sumera: Mushroom Cantata (2005)
- Baltic Voices 3 (2005)
- Arvo Pärt: Da pacem (2006)
- A New Joy (2006)
- Scattered Rhymes: Tarik O'Regan & Guillaume de Machaut (2008)